# I've Been Expecting You
I've Been Expecting You é o segundo álbum de estúdio a solo do cantor Robbie Williams, lançado a 26 de Outubro de 1998.
Junto com Guy Chambers, tinham começado a escrever as músicas do álbum na Jamaica, na primavera de 1998. O primeiro single, "Millenium", foi inspirado na música de James Bond, de John Barry. Foi o primeiro single de Robbie a alcançar o topo da parada musical no Reino Unido.

## recepção crítica
John Bush, do AllMusic, classificou o álbum de quatro estrelas em cinco, e afirmou que o álbum é tanto um álbum "estudado" quanto "mais maduro, calculado" do que seu antecessor "Life Thru a Lens". (1997) "de uma estrela pop que muitas vezes se alegra em ser imatura e espontânea".

## Faixas
1. "Strong" – 4:39
2. "No Regrets" – 5:09
3. "Millennium" – 4:05
4. "Phoenix From the Flames" – 4:02
5. "Win Some Lose Some" – 4:18
6. "Grace" – 3:14
7. "Jesus in a Camper Van" – 3:39 (substituída "It's Only Us" (2:52) em 2002)
8. "Heaven From Here" – 3:05
9. "Karma Killer" – 4:26
10. "She's the One" – 4:18
11. "Man Machine" – 3:34
12. "These Dreams" – 5:08
13. "Stand Your Ground" - 2:59 (Faixa escondida)
14. "Stalker's Day Off (I've Been Hanging Around)" - 3:30 (Faixa escondida)